# Pic de Verdaguer
Le pic de Verdaguer est un sommet du massif du Montcalm. Il constitue un avant-sommet de la pique d'Estats, point culminant du secteur. De par son statut de sommet secondaire, il peut être enchaîné avec la pique d'Estats, ou bien simplement contourné pour simplifier l'ascension au pic principal.

## Toponymie
Le nom du sommet rend hommage depuis 1983[réf. souhaitée] à Jacint Verdaguer i Santaló, poète de la Renaissance catalane passionné par l'excursionisme.

## Géographie

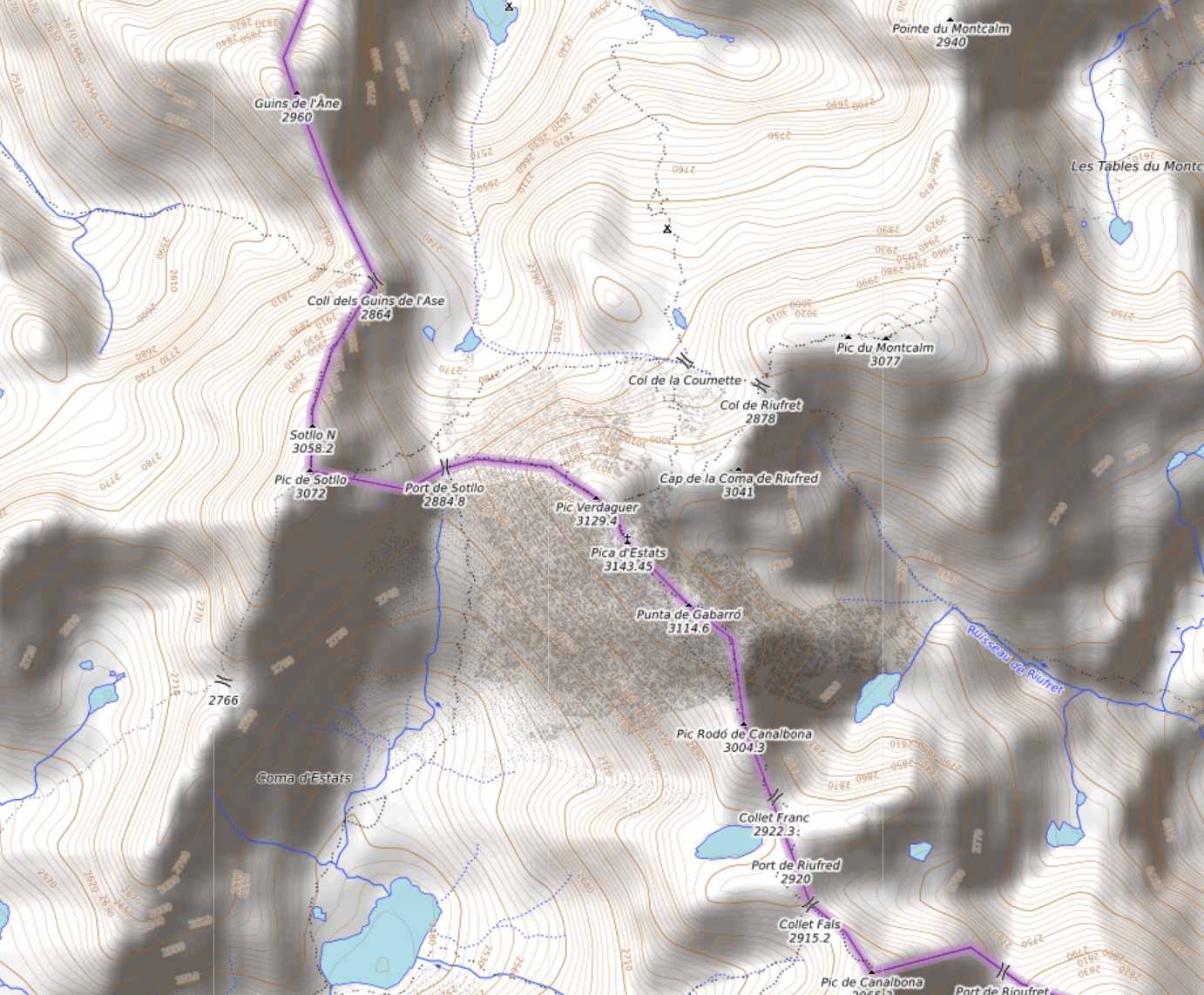
Carte topographique.

Le sommet est compris à la fois dans le parc naturel de l'Alt Pirineu (commune d'Alins) et dans le parc naturel régional des Pyrénées ariégeoises (commune d'Auzat).

### Climat
Le climat est de type montagnard atlantique. Parmi les 28 balises Nivôse de Météo-France, deux se trouvent en Ariège, dont celle du port d'Aula à 2 140 m, assez proche du pic de Verdaguer.

## Accès
Trois itinéraires classiques sont possibles :
- depuis le port de Sullo, depuis le refuge du Pinet ou bien le refuge de Vall Ferrera en Catalogne ;
- par la ligne de crête en venant de la punta Gabarro ;
- par la ligne de crête reliant le pic du Montcalm à la pique d'Estats.